# Me, Myself and I (Beyoncé)
Me, Myself and I è una canzone R&B della cantante statunitense Beyoncé.
Scritta da Scott Storch e Robert Waller, il brano è stato prodotto da Storch e da Beyoncé per il suo album di debutto Dangerously in Love, pubblicato nel 2003. La protagonista del brano si rivolge al proprio fidanzato che l'ha tradita.
Il singolo di Me, Myself and I è stato pubblicato il 19 ottobre 2003, come terzo singolo estratto da Dangerously in Love. Il singolo è riuscito ad arrivare alla quarta posizione della Billboard Hot 100, rimanendoci per due settimane, diventando il quarto singolo consecutivo di Beyoncé ad entrare nella top 5.

## Tracce
Testi e musiche di Beyoncé Knowles, Scott Storch e Robert Waller.
CD Maxi
1. Me, Myself And I (Radio Edit) - 3:58
2. Me, Myself And I (Eastern Delight Mix) - 4:25
3. Me, Myself And I (Bama Boys Sexy Remix) - 4:42
4. Me, Myself And I (Junior's Radio Mix) - 3:37

## Classifiche
| Classifiche (2004)            | Posizione più alta |
| ----------------------------- | ------------------ |
| Australia                     | 11                 |
| Austria                       | 51                 |
| Belgio (Fiandre)              | 49                 |
| Canada                        | 7                  |
| Europa                        | 32                 |
| Germania                      | 35                 |
| Irlanda                       | 21                 |
| Italia                        | 25                 |
| Nuova Zelanda                 | 18                 |
| Paesi Bassi                   | 14                 |
| Regno Unito                   | 11                 |
| Romania                       | 93                 |
| Stati Uniti                   | 4                  |
| Stati Uniti (Hot R&B/Hip-Hop) | 2                  |
| Svezia                        | 43                 |
| Svizzera                      | 41                 |

### Classifiche di fine anno
| Classifiche (2004) | Posizione più alta |
| ------------------ | ------------------ |
| Regno Unito        | 176                |
| Stati Uniti        | 23                 |